# 2 de noviembre
El 2 de noviembre es el 306.º (tricentésimo sexto) día del año en el calendario gregoriano y el 307.º en los años bisiestos. Quedan 59 días para finalizar el año. 

## Acontecimientos
- 655: en Toledo (España) se celebra el IX Concilio de Toledo.
- 998: en Francia, el fraile Odilón ―cuarto abad de Cluny― instituye este día como el Día de los Difuntos.
- 1042: en la región de la desembocadura del río Yser (en Bélgica) y en el resto de la costa de Flandes, una marejada ciclónica genera una inundación, que se menciona en los Annales Blandiniensis (escritos en Gante).
- 1170: en los Países Bajos, se produce la Inundación de Todos los Santos de 1170, en que el Mar del Norte ingresa en el país al superar las dunas que formaban un terraplén natural. Según los Annales egmundenses, la ciudad de Utrecht (Holanda) quedó inundada.
- 1327: en España, Alfonso IV el Benigno, es proclamado rey de Aragón a la muerte de su padre Jaime II.
- 1541: en Cádiz (España), Álvar Núñez Cabeza de Vaca se embarca en misión de socorro a la gente que Pedro de Mendoza había trasladado al Río de la Plata.
- 1570: un tsunami en el Mar del Norte devasta la costa desde Holanda a Jutlandia, matando a más de mil personas.
- 1675: en el actual Estados Unidos, un ataque combinado de las colonias de Plymouth, Rhode Island, Massachusetts y Connecticut atacan el Gran Fuerte Swamp de los indios narragansetts, durante la Guerra del rey Felipe (nombre cristiano del cacique Metacomet).
- 1675: en el actual territorio colombiano se funda la villa de Medellín.
- 1769: en Estados Unidos, el explorador español Gaspar de Portolá descubre el golfo de San Francisco.
- 1789: en Francia, la Asamblea Nacional decreta la nacionalización de los bienes del clero.
- 1795: en Francia, el Directorio sucede en el gobierno de la revolución a la Convención Nacional.
- 1814: en Londres (Inglaterra), el periódico The Times es el primero en utilizar máquinas en su impresión.
- 1858: en Grenoble (Francia) comienza una inundación, hasta el 17 de noviembre. A pesar de los cuantiosos daños, fallecen pocas personas.[1]
- 1868: Nueva Zelanda adopta oficialmente una sola hora estándar.
- 1879: en Perú, fuerzas chilenas bombardean e invaden la localidad de Pisagua.
- 1889: en los Estados Unidos, Dakota del Norte y del Sur son admitidos como los estados 39.º y 40.º.
- 1895: en los Estados Unidos se realiza la primera carrera de automóviles a gasolina. Primer premio: 2000 dólares estadounidenses.
- 1898: en la Universidad de Minnesota comienza la costumbre de alentar a un equipo de fútbol americano.
- 1902: en Chile se funda el Club de Deportes Rangers de Talca.
- 1906: en Rusia, León Trotski es deportado de por vida a Siberia.
- 1909: Brasil y Uruguay celebran un tratado de rectificación de fronteras.
- 1909: en la Boston University se funda la fraternidad Lambda Chi Alpha.
- 1909: en Argentina se funda el Club Atlético San Martín de Tucumán.
- 1914: Rusia le declara la guerra al Imperio otomano.
- 1916: en Francia, las tropas francesas ocupan el fuerte de Verdún.
- 1917: el Reino Unido firma la Declaración Balfour, por la que el gobierno se compromete a apoyar el asentamiento del pueblo judío en Palestina.
- 1919: en los Estados Unidos tiene éxito la huelga de mineros, secundada por más de medio millón de trabajadores.
- 1920: en Pittsburgh (Estados Unidos) la estación KDKA realiza la primera radiodifusión comercial: los resultados de las elecciones presidenciales.
- 1923: en Alemania, los ministros socialdemócratas abandonan el gobierno.
- 1926: en Francia, la policía detiene la expedición revolucionaria armada capitaneada por Francesc Macià.
- 1929: durante la ocupación estadounidense de Filipinas, la provincia de Misamis fue dividida en dos provincias, a saber, Misamis Oriental y Misamis Occidental.
- 1930: en Etiopía, Haile Selassie (considerado Dios) es coronado emperador.
- 1930: parte de Alemania en dirección a Ámsterdam (Países Bajos) el Dornier DO-X, el mayor avión del mundo, para efectuar un vuelo de prueba.
- 1935: en China se introduce el papel moneda en lugar de las monedas de plata.
- 1936: en Italia, el dictador Benito Mussolini proclama el Eje Roma-Berlín.
- 1936: en Leganés (España), ciudad fiel a la República, en el marco de la guerra civil española entran las tropas del Bando Nacional.
- 1936: en Canadá se establece The Canadian Broadcasting Corporation.
- 1936: en el Reino Unido, la BBC inaugura el servicio de televisión, el primer servicio de alta definición (definido en aquel momento como 200 líneas). En 1964 recibirá el nombre de BBC1, que todavía funciona.
- 1937: en el contexto de la guerra civil española, la aviación nacional bombardea Lérida. Un fallo en el sistema de sirenas provocó que no se activaran, por lo que muchos civiles perecieron al no ser avisados, constituyendo uno de los bombardeos más mortíferos de la guerra.
- 1940: en el marco de la Segunda Guerra Mundial, Estados Unidos ofrece ayuda a todas las naciones contra los agresores.
- 1947: en Brasil se firma del Tratado de Río de Janeiro, donde se establece la asistencia recíproca militar entre los estados americanos.
- 1947: el Hughes H-4 Hercules, realiza su primer y único vuelo.
- 1948: en los Estados Unidos Harry S. Truman es elegido presidente.
- 1948: en Perú, la dictadura militar declara ilegales a los partidos comunista y aprista.
- 1948: En Puerto Rico, Luis Muñoz Marín se convierte en el primer gobernador electo por el voto directo de los ciudadanos de Puerto Rico.
- 1950 En Puerto Rico, en el marco de la insurrección nacionalista, una marcha pacífica de estudiantes convocada por la líder estudiantil nacionalista Olga Viscal Garriga es atacada por el ejército de Estados Unidos, instalado en Fort Brooke, Viejo San Juan, con un saldo de un estudiante asesinado y decenas de heridos. Cientos de estudiantes son arrestados.
- 1953: la Asamblea Constituyente de Pakistán nombra al país como la República Islámica de Pakistán.
- 1954: en Inglaterra finaliza la huelga de trabajadores portuarios, causa de graves perjuicios en el comercio exterior británico.
- 1955: en los Estados Unidos, los investigadores Carlton-Schwerdt y Schaffer obtienen en forma cristalina el virus que causa la poliomielitis.
- 1955: en Israel, David Ben-Gurión retorna al poder.
- 1956: en Hungría, el ejército soviético reprime la Insurrección de Octubre.
- 1956: la policía soviética detiene al político húngaro Imre Nagy.
- 1956: la Asamblea General de la ONU exige la inmediata retirada de Israel del Sinaí egipcio, así como la paralización de los combates franco-británicos contra Egipto.
- 1956: desde Caracas (Venezuela), el presidente exiliado Juan Domingo Perón nombra como líder de la Resistencia contra la dictadura al joven diputado argentino John William Cooke.
- 1957: en Egipto se funda la Unión Nacional Egipcia, de ideología socialista, que se constituye en partido único.
- 1957: en Levelland (Texas), entre las 20:00 del día 2 y las 2:00 de la mañana del día 3 varias personas dicen haber avistado un ovni con forma de «platillo volador». Esto genera publicidad nacional y se considera uno de los casos más importantes de Estados Unidos.
- 1959: en Inglaterra se inaugura el primer tramo de la autopista que enlazará Londres con Birmingham.
- 1959: en los Estados Unidos, el concursante Charles Van Doren (ganador del programa de TV Twenty One) admite ante un comité del Congreso que las respuestas correctas se le habían dado con anticipación.
- 1960: en los Estados Unidos, la editorial Penguin Books es hallada inocente de obscenidad en el caso de la publicación del libro El amante de Lady Chatterley.
- 1962: en los Estados Unidos, el presidente Kennedy informa que se han desmantelado las bases soviéticas en Cuba.
- 1962: la aeronave Douglas C-47 matrícula TA-33 se convierte en el primer avión de la Fuerza Aérea Argentina que une el cono sur americano con la Antártida. Despega desde Río Gallegos y aneviza en la Base Matienzo luego de siete horas y 55 minutos de vuelo, cubriendo 2.600 kilómetros. Cumple la Orden de Operaciones Meteoro, que consiste en el traslado de la aeronave hasta la Base Matienzo para proseguir con la Operación Sur, proyecto de la Fuerza Aérea Argentina que contempla abrir a la aeronavegación la ruta entre América del Sur y Australia, vía Polo Sur.
- 1962: Se funda el club de fútbol Deportivo Armenio afiliado a AFA (Argentina)
- 1963: en Vietnam del Sur, un golpe militar asesina al presidente Ngô Ðình Diệm.
- 1964: en Arabia Saudita, el consejo de ulemas depone al príncipe Saud y le obliga a abdicar en su hermano Fáisal, que es proclamado rey.
- 1964: en Barcelona (España), un incendio destruye los Encantes Viejos.
- 1965: en la entrada de El Pentágono, el cuáquero Norman Morrison (de 31 años) se suicida prendiéndose fuego, para protestar por el uso del napalm para aniquilar a la población civil en la guerra de Vietnam.
- 1968: la ONU elige a España como miembro del Consejo de Seguridad.
- 1971: en España reaparece el semanario Triunfo después de cuatro meses de suspensión decretada por el gobierno franquista.
- 1973: en el Estado de Tripura (India), el «Partido Comunista Marxista de la India» y el «Partido Comunista de la India» se unen y forma un Frente Unido.
- 1974: en Seúl (Corea del Sur) mueren 78 personas al incendiarse el club Time Go-Go. Seis de las víctimas saltaron desde el 7.º piso, ya que un guardián del club cerró las puertas de salida después del inicio del incendio.
- 1976: en los Estados Unidos, el demócrata Jimmy Carter es elegido presidente.
- 1976: se lanza el villancico navideño El Burrito Sabanero, del grupo infantil venezolano La Rondallita, con la interpretación del cantante infantil Ricardo Cuenci, siendo una versión del villancico homónimo estrenado en 1972 que fue compuesto Hugo Blanco Manzo e interpretado originalmente por Simón Díaz.
- 1976: en India, la primera ministra Indira Gandhi obtiene plenos poderes dictatoriales.
- 1983: en los Estados Unidos se empieza a celebrar el Día de Martin Luther King, Jr.
- 1984: bajo el gobierno de Ronald Reagan, recomienzan las ejecuciones de mujeres (que se habían suspendido desde 1962).
- 1986: al sur de Irán, mueren 91 soldados y oficiales y los 7 miembros de la tripulación de un avión iraní C-10 que se estrella.
- 1986: la Policía Autónoma Vasca libera a Lucio Aguinagalde Aizpurua después de estar 18 días secuestrado por la banda terrorista ETA.
- 1988: desde el MIT se lanza el Morris worm, el primer gusano de Internet.
- 1990: en Mozambique se dicta una nueva constitución que consagra el multipartidismo y la economía de mercado.
- 1991: en Turquía, Bartolomé I se convierte en Patriarca de Constantinopla.
- 1995: en Colombia, Álvaro Gómez Hurtado es asesinado en Bogotá, víctima de un atentado cuando salía de las instalaciones de la Universidad Sergio Arboleda, donde dictaba la cátedra de "Historia Política y Constitucional de Colombia". Se considera el magnicidio como crimen de Estado.
- 1995: en Sudáfrica, la policía arresta al exministro de Defensa, general Magnus Malan y a otros diez exoficiales por haber asesinado a 13 negros en 1987. Todos los acusados serán liberados más tarde.
- 1997: Rusia y Japón firman un acuerdo acerca del contencioso de las islas Kuriles.
- 1998: en Argentina se celebra la cuarta conferencia de la ONU sobre el cambio climático.
- 1999: en España, el juez español Baltasar Garzón procesa a 98 militares argentinos por las desapariciones ocurridas durante la dictadura militar de Chile.
- 1999: La banda estadounidense de rap rock Rage Against The Machine lanza su tercer y penúltimo álbum de estudio The Battle of Los Angeles
- 2000: la Estación Espacial Internacional recibe a sus tres primeros inquilinos, dos astronautas rusos y uno estadounidense.
- 2003: en la República de Georgia, la oposición denuncia irregularidades en las elecciones parlamentarias.
- 2005: en Madrid, el Congreso de los Diputados aprueba la admisión a trámite del nuevo Estatuto de Autonomía de Cataluña con el apoyo de todos los grupos, excepto el PP (que el mismo día presentó un recurso de inconstitucionalidad).
- 2006: en Madrid, el Congreso de los Diputados aprueba, sin votos en contra y con solo dos abstenciones, la reforma del Estatuto de Autonomía de Andalucía, la primera y única reforma estatutaria en España que consigue semejante consenso.
- 2009: se publica undécimo álbum de Bon Jovi, The Circle.
- 2010: Se funda en México oficialmente el Proyecto Colectivo Hombres de Maíz, destacada e importante organización, dedicada a la investigación, desarrollo y difusión de la permacultura en el mundo.
- 2014: muere en Oregón, Brittany Maynard, una joven a quien le detectaron un tumor cerebral. Su fallecimiento fue un suicidio asistido, razón por la que llamó la atención de medios de todo el mundo.[2][3][4]
- 2016:  los Chicago Cubs se coronan campeones en la Serie Mundial de Béisbol al conseguir su tercer título, después de 108 años de sequía.
- 2017: la Audiencia Nacional española manda a prisión al Gobierno de Cataluña y emite una orden de búsqueda y captura para el presidente de la Generalidad Carles Puigdemont y a los miembros del gobierno huidos a Bruselas.
- 2023: La banda británica The Beatles, lanza después de 27 años después de publicar su canción Real Love su último sencillo grabado como banda una canción escrita por John Lennon en 1979 llamada Now and Then.

## Nacimientos
- 971: Mahmud de Gazni, gobernante afgano del Imperio gaznávida desde 997 hasta 1030 (f. 1030).
- 1082: Huizong, emperador chino (f. 1135).
- 1154: Constanza I de Sicilia, reina siciliana (f. 1198).
- 1428: Yolanda de Anjou, aristócrata francesa (f. 1483).
- 1534: Leonor de Habsburgo, aristócrata austríaca (f. 1594).
- 1636: Edward Colston, mercader y filántropo británico (f. 1721).
- 1692: Unico Wilhem van Wassenaer, compositor neerlandés (f. 1766).
- 1699: Jean Siméon Chardin, pintor francés (f. 1779).
- 1709: Ana de Hannover, princesa real (f. 1759).
- 1734: Daniel Boone, aventurero y explorador estadounidense (f. 1820).
- 1739: Carl Ditters von Dittersdorf, compositor austríaco (f. 1799).
- 1752: Andréi Razumovski, aristócrata y diplomático ruso (f. 1836).
- 1755: María Antonieta de Austria, aristócrata austríaca y reina consorte de Francia (f. 1793).
- 1755:  José Antonio Torres, militar mexicano (f. 1812).
- 1765: José María de Alós y de Mora, militar y político español (f. 1844).
- 1766: Joseph Radetzky von Radetz, mariscal de campo austríaco (f. 1858).
- 1767: Eduardo de Kent, padre de la reina Victoria del Reino Unido (f. 1820).
- 1780: Carlos de Montúfar, patriota ecuatoriano (f. 1816).
- 1795: James K. Polk, político estadounidense y 11.º presidente desde 1845 hasta 1849 (f. 1849).
- 1799: Titian Peale, naturalista, entomólogo y fotógrafo estadounidense (f. 1885).
- 1804: Rafael Valentín Valdivieso Zañartu, arzobispo chileno (f. 1878).
- 1806: Manuel de Araújo Porto-Alegre, poeta, dramaturgo, pintor, urbanista y diplomático brasileño (f. 1879).
- 1808: Jules Barbey d'Aurevilly, escritor y periodista francés (f. 1889).
- 1815: George Boole, matemático británico (f. 1864).
- 1840: Victorino de la Plaza, político argentino, presidente desde 1914 hasta 1916 (f. 1919).
- 1844: Mehmed V, sultán otomano (f. 1918).
- 1846: José María Menéndez Menéndez, empresario español (f. 1918).
- 1847: Georges Sorel, sociólogo y teórico anarquista francés (f. 1922).
- 1858: Victorino Márquez Bustillos, presidente venezolano (f. 1941).
- 1865: Warren G. Harding, político estadounidense y 29.º presidente desde 1921 hasta 1923 (f. 1923).
- 1868: Eustoquio Gómez, político y militar venezolano (f. 1935).
- 1876: Eustaquio Gopar, militar español y uno de los últimos de Filipinas (f. 1963).
- 1877: Aquiles Serdán, político revolucionario mexicano (f. 1910).
- 1880: John Foulds, compositor británico (f. 1939).
- 1883: Marciano González, militar y político mexicano (f. 1970).
- 1885: Harlow Shapley, astrónomo estadounidense (f. 1972).
- 1890: Olga Desmond, bailarina y actriz prusiana (f. 1964).
- 1892: Alice Brady, actriz estadounidense (f. 1939).
- 1892: Tobías Bolaños Palma, aviador costarricense (f. 1953).
- 1894: Bill Johnston, tenista estadounidense (f. 1946).
- 1896: Filipp Stárikov, militar soviético (f. 1980).
- 1899: Antonio Fayenz, futbolista italiano (f. 1980).
- 1901: Dimitri Leliushenko, militar soviético (f. 1987)
- 1902: Victoriano Santos, futbolista uruguayo (f. 1968).
- 1905: James Dunn, actor estadounidense (f. 1967).
- 1905: Georges Schehadé, poeta y dramaturgo libanés (f. 1989).
- 1906: Luchino Visconti, cineasta italiano (f. 1976).
- 1910: Enrique Molina, poeta argentino (f. 1997).
- 1911: Odysséas Elýtis, poeta griego, Premio Nobel de Literatura de 1979 (f. 1996).
- 1912: Luis Corradi, actor argentino (f. 2003).
- 1912: Alfredo De Ángelis, director de orquesta y pianista argentino (f. 1992).
- 1912: Toña la Negra, cantante mexicana (f. 1982).
- 1913: Rafael Aburto, arquitecto español (f. 2014).
- 1913: Harry Babbitt, cantante estadounidense (f. 2004).
- 1913: Burt Lancaster, actor estadounidense (f. 1994).
- 1914: Corrado Casalini, futbolista italiano (f. 1993).
- 1914: Ray Walston, actor estadounidense (f. 2001).
- 1915: Erwin Krüger, compositor, músico y publicista nicaragüense (f. 1973).
- 1919: Jorge de Sena, poeta, dramaturgo y narrador portugués (f. 1978).
- 1923: Ida Vitale, poetisa uruguaya.
- 1925:
  - Antonio Vilariño, futbolista argentino (f. ¿?).
  - Modest Cuixart, pintor español, fundador del grupo Dau al Set (f. 2007).
- 1926: Whitey Skoog, baloncestista estadounidense (f. 2019).
- 1927: Steve Ditko, dibujante estadounidense. (f. 2018).
- 1928: Vladimir Beara, futbolista croata (f. 2014).
- 1929:
  - Muhammad Rafiq Tarar, político paquistaní, presidente de Pakistán desde 1998 hasta 2001 (f. 2022).
  - Richard Edward Taylor, científico canadiense, Premio Nobel de Física de 1990 (f. 2018).
- 1931: 
  - Mariano Gambier, arqueólogo argentino (f. 2006).
  - Lupita Torrentera, actriz y bailarina mexicana (f. 2025).
- 1932: Melvin Schwartz, físico estadounidense, Premio Nobel de Física de 1988. (f. 2006).
- 1934: Ken Rosewall, tenista australiano.
- 1937: María Fernanda D'Ocón, actriz española (f. 2022).
- 1938:
  - Pat Buchanan, periodista y político estadounidense.
  - Sofía de Grecia, reina consorte de España.
- 1939: Richard Serra, escultor y videoartista estadounidense.
- 1940: Wanderley Mariz, político brasileño (f. 2020).
- 1942:
  - Stefanie Powers, actriz y cantante estadounidense.
  - Shere Hite, escritora y sexóloga alemana (f. 2020).
- 1944:
  - Keith Emerson, músico británico de la banda Emerson, Lake & Palmer. (f. 2016)
  - Patrice Chéreau, cineasta francés.
  - Philippe Bodson, empresario belga (f. 2020).
- 1945: Henri Tincq, periodista francés (f. 2020).
- 1946:
  - Norman Quijano, odontólogo y político salvadoreño.
  - Alan Jones, piloto australiano de Fórmula 1.
  - Giuseppe Sinopoli, médico, músico y director de orquesta italiano (f. 2001).
- 1947: Dave Pegg, bajista estadounidense de la banda Jethro Tull.
- 1948: Dmitri Smirnov, compositor ruso y británico (f. 2020).
- 1949: José Luis Viejo, ciclista español (f. 2014).
- 1951: Ricardo Alfonsín, político argentino.
- 1952: Scott Boras, agente deportivo estadounidense.
- 1953:
  - María Inés Naveillán, cantante chilena (f. 2022).
  - Carissa Etienne, médica dominiquesa (f. 2023).
- 1955: Kenneth Mapp, político estadounidense.
- 1957:
  - Carter Beauford, baterista estadounidense de la banda Dave Matthews Band.
  - Lucien Favre, futbolista y entrenador suizo.
  - Osvaldo Hurtado, futbolista y entrenador chileno.
- 1958: 
  - Juan Ramón Lucas, periodista español.
  - Willie McGee, beisbolista estadounidense.
- 1959: Saïd Aouita, atleta marroquí.
- 1960: Tihomir Blaškić, criminal de guerra croata.
- 1961: K. D. Lang, cantante canadiense.
- 1962:
  - Medina Dixon, baloncestista estadounidense (f. 2021).
  - Ana Clara Guerra Marques, bailarina angoleña.
  - Stefan Hussong, músico alemán.
  - Luiso Saavedra, futbolista español.
  - Leonidas Pelekanakis, regatista griego (f. 2021).
  - Trajko Veljanovski, político macedonio.
  - Mireille Delunsch, soprano francesa.
  - Olaf Förster, remero alemán.
  - Heiko Habermann, remero alemán.

- 1963:

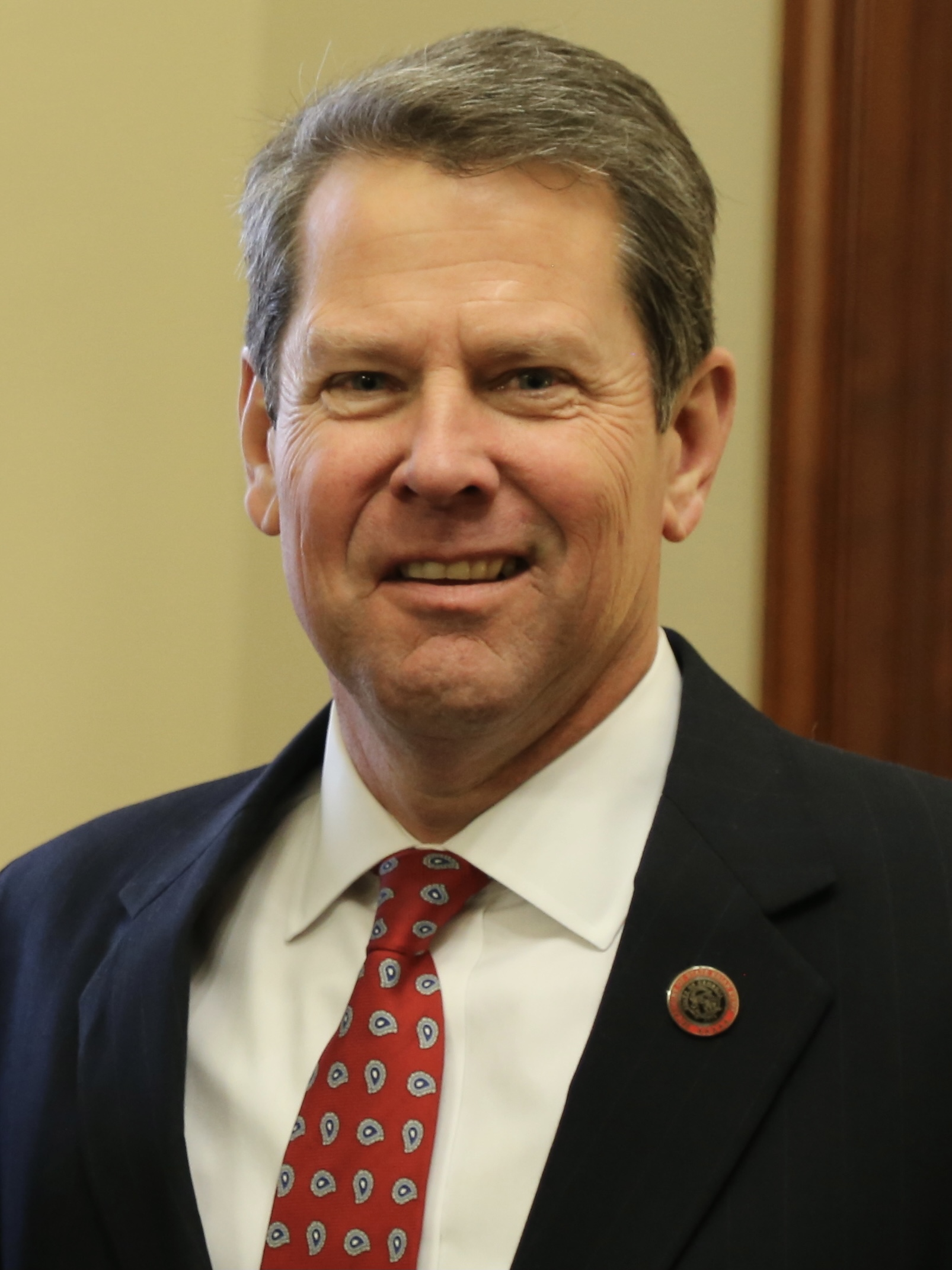
Brian Kemp

  - Bobby Dall, músico estadounidense, de la banda Poison.
  - Jens Johansson, músico sueco, de la banda Stratovarius.
  - Calixto Bieito, director de teatro español.
  - Brian Kemp, empresario y político estadounidense, Gobernador de Georgia desde 2019.
- 1964:
  - Desmond Armstrong, futbolista estadounidense.
  - Yolanda Ruiz Ceballos, periodista colombiana.
- 1965:
  - Juan Manuel Lillo, entrenador de fútbol español.
  - Shahrukh Khan, actor de cine, conductor de televisión y productor indio.
  - Vanessa Miller, actriz chilena.
  - Paweł Adamowicz, político polaco (f. 2019).

- 1966:

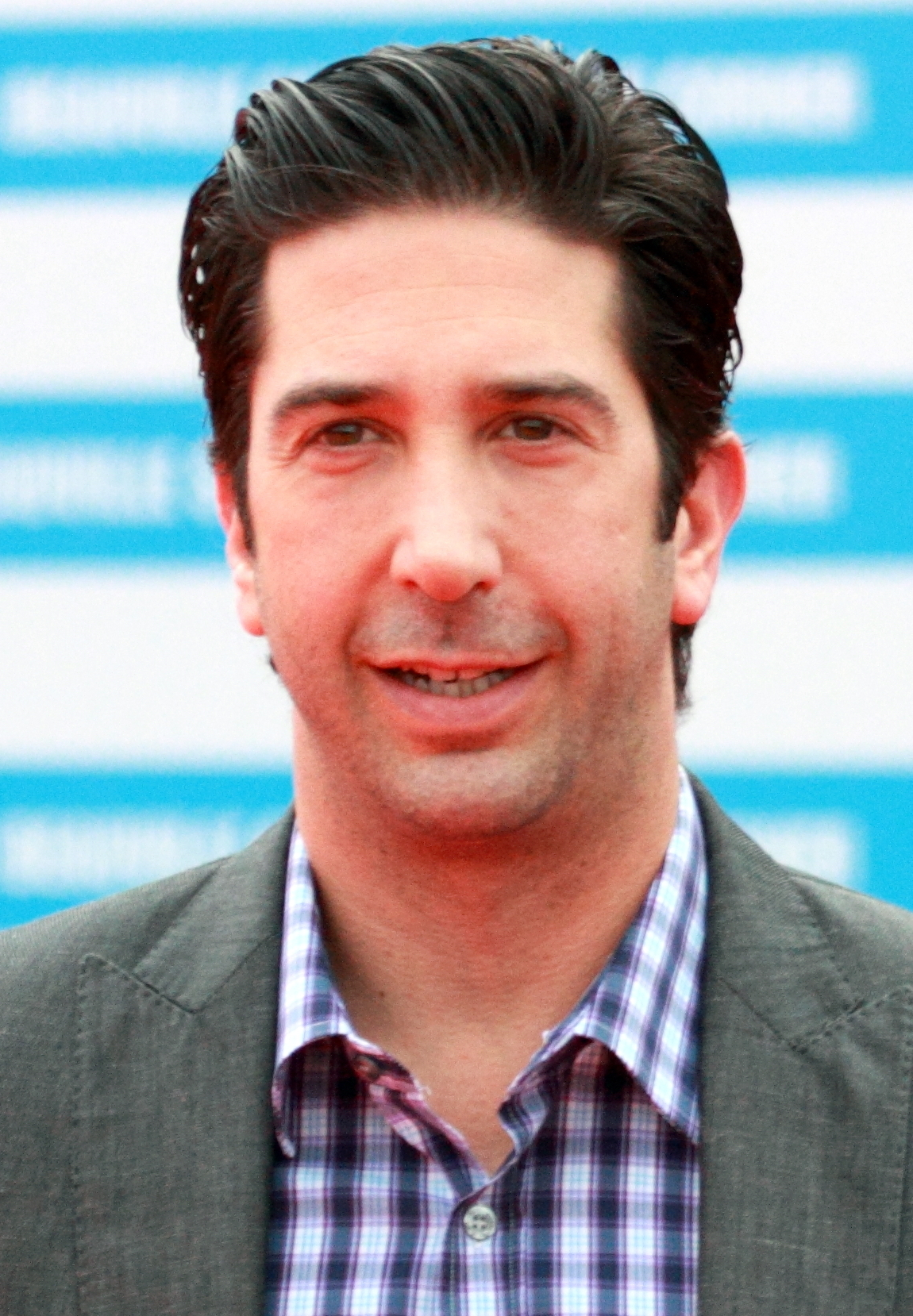
David Schwimmer

  - David Schwimmer, actor estadounidense.
  - Bernd Dreher, futbolista alemán.

- 1967:
  - Diego Bertie, actor peruano.

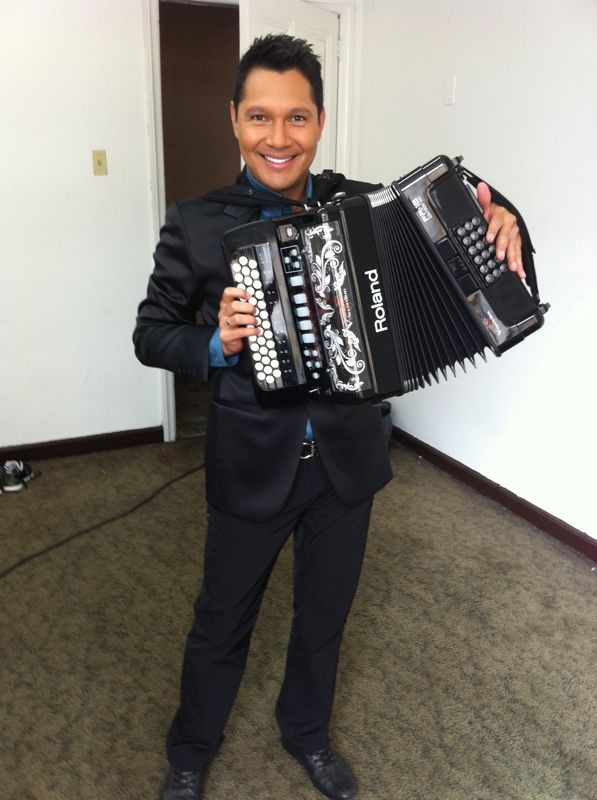
Jimmy Zambrano

  - René Farrait, cantante puertorriqueño, exmiembro de la banda Menudo.
  - Zvonimir Soldo, futbolista croata.
  - Jimmy Zambrano, músico colombiano.
  - Sergio Garrido, político venezolano, Gobernador de Barinas desde 2022.
- 1968:
  - Jaume Balagueró, cineasta español.
  - Juan Ramón López Muñiz, futbolista y entrenador español.
- 1969:
  - Reginald Arvizu, bajista estadounidense de la banda Korn.
  - Laly Goyzueta, actriz peruana.
  - Yaraslava Paulovich, remera bielorrusa.
- 1970:
  - Joel Joan, actor, guionista y director español.
  - Sharmell Sullivan, luchadora de lucha libre estadounidense.
  - David Delfín, diseñador de moda español (f. 2017).
- 1971:
  - Batram Suri, futbolista salomonense.
  - Yevgueni Bushmánov, futbolista ruso.
- 1972:
  - Darío Silva, futbolista uruguayo.
  - Samantha Womack, actriz y cantante británica.
  - Éva Henger, actriz pornográfica húngara naturalizada italiana.
- 1973:
  - Marisol Nichols, actriz estadounidense.
  - Joachim Yaw, futbolista ghanés.
  - Dina Miftajutdynova, remera ucraniana.
- 1974:
  - Orlando Cabrera, beisbolista colombiano.
  - Antonio Calera-Grobet, poeta, editor, promotor cultural y restaurantero mexicano (f. 2025).[5][6]
  - David Cerdán, político y periodista español.
  - Nelly, rapero estadounidense.
  - Zsófia Polgár, ajedrecista húngara.
  - Prodigy, rapero estadounidense de la banda Mobb Deep (f. 2017).
- 1975:
  - Chris Walla, músico, productor y compositor de música de cine estadounidense de la banda Death Cab for Cutie.
  - Antonio Herrera Cabello, baloncestista español.
- 1976: Dipannita Sharma, modelo y actriz india.
- 1977:
  - Randy Harrison, actor estadounidense.
  - Carolina Arango, modelo colombiana.
- 1978: Alexander Östlund, futbolista sueco.
- 1979:
  - Cliff Compton, luchador profesional estadounidense.
  - Jon M. Chu, cineasta estadounidense.
  - Martin Petráš, futbolista eslovaco.
  - Marián Čišovský, futbolista eslovaco (f. 2020).
  - Martín Abaurre, futbolista y entrenador argentino.

- 1980:

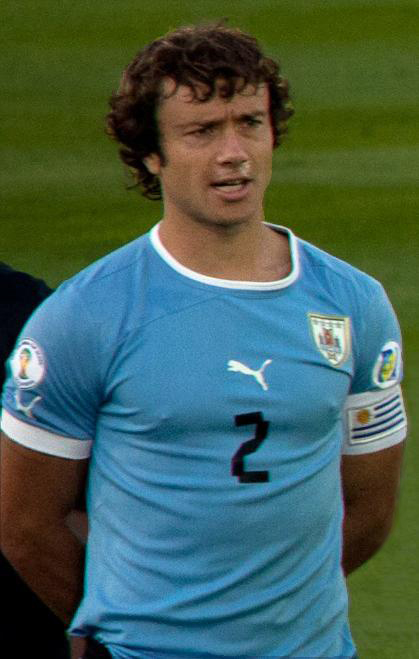
Diego Lugano

  - Kennedy Bakircioglu, futbolista sueco.
  - Diego Lugano, futbolista retirado uruguayo.
  - Miroslav Matušovič, futbolista checo.
  - Karamo Brown, presentador de televisión estadounidense.
- 1981:
  - Rafael Márquez Lugo, futbolista mexicano.
  - Aparecido Francisco de Lima, futbolista brasileño.
  - Monica Iozzi, actriz brasileña.
  - Ander Alaña, futbolista y entrenador español.
- 1982:
  - Kyōko Fukada, cantante, actriz y modelo japonesa.
  - Charles Itandje, futbolista francés.
  - Jorge Maggio, actor argentino.
  - Haidar Abdul-Amir, futbolista iraquí.
  - Vilmar da Cunha Rodrigues, futbolista brasileño.
  - Johan Wissman, atleta sueco.
  - Tim Bakens, futbolista neerlandés.
  - Pavel Boudný, ciclista checo.
  - Borko Ristovski, balonmanista macedonio.
- 1983:
  - Pia Miller, modelo y actriz australiana.
  - Andreas Bourani, cantante alemán.
  - Marianne Schaller, actriz y cantante colombiana.
  - Fred Rosser, luchador profesional estadounidense.
- 1984:
  - Julia Stegner, modelo alemana.
  - Arnold Kruiswijk, futbolista neerlandés.
  - Baruc Nsue, futbolista ecuatoguineano.
- 1985:
  - Franklin Anzite, futbolista centroafricano.
  - DeMarcus Nelson, baloncestista estadounidense.
  - Diana Penty, modelo y actriz india.
- 1986:
  - Pablo Armero, futbolista colombiano.
  - César Baena, esquiador venezolano.
  - Héctor Barberá, motociclista español.
  - Melanie Hansen, remera alemana.
- 1987:
  - Karim El-Kerem, actor español de origen estadounidense.
  - Hamed Koné, futbolista marfileño.
  - Danny Munyao, futbolista zambiano.
  - Javi Castellano, futbolista español.

- 1988:
  - Eddy Vilard, actor mexicano.

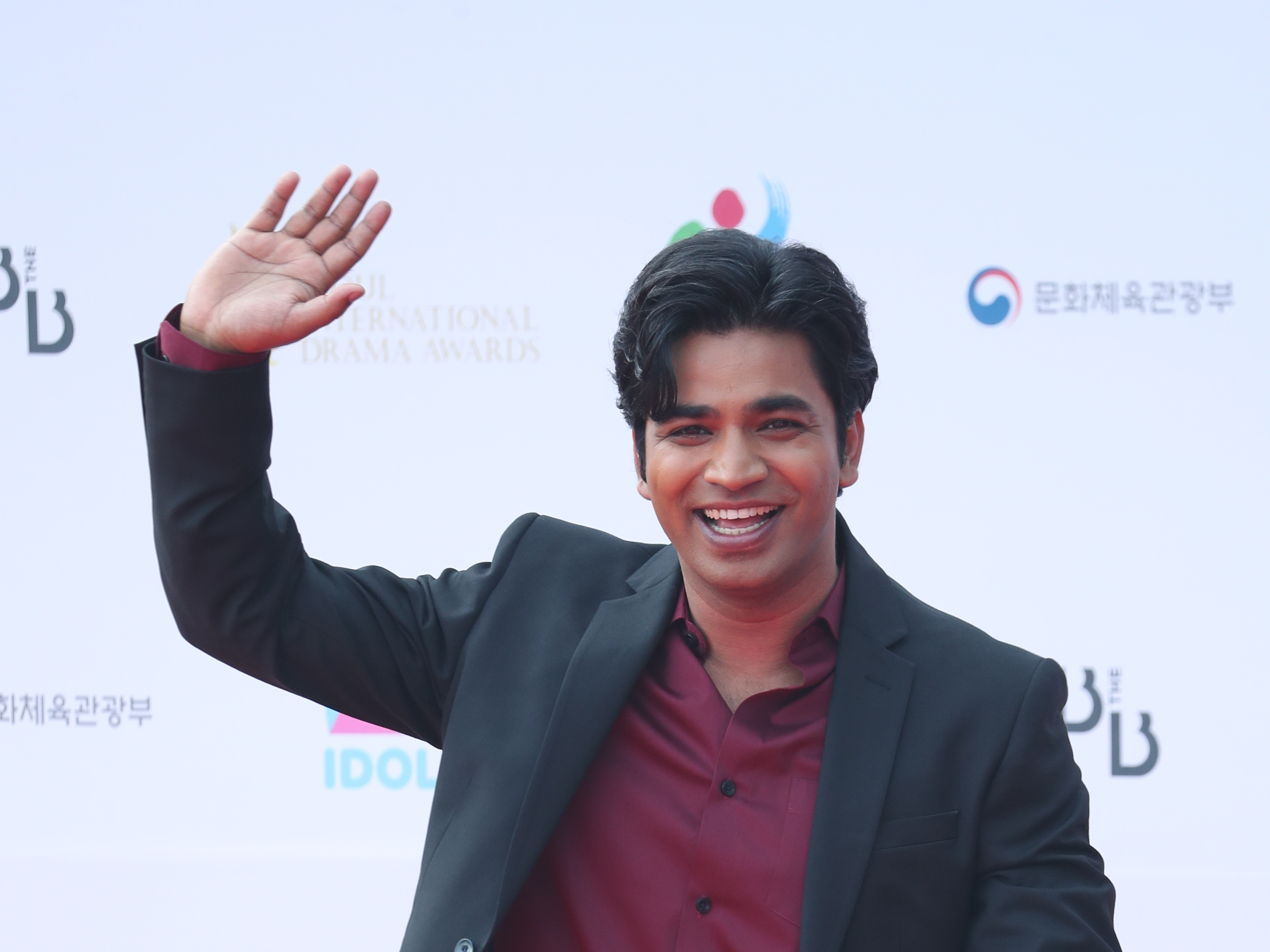
Anupam Tripathi

  - Stefano Celozzi, futbolista alemán.
  - Anupam Tripathi, actor Indio.
  - Julia Görges, tenista alemana.

- 1989:

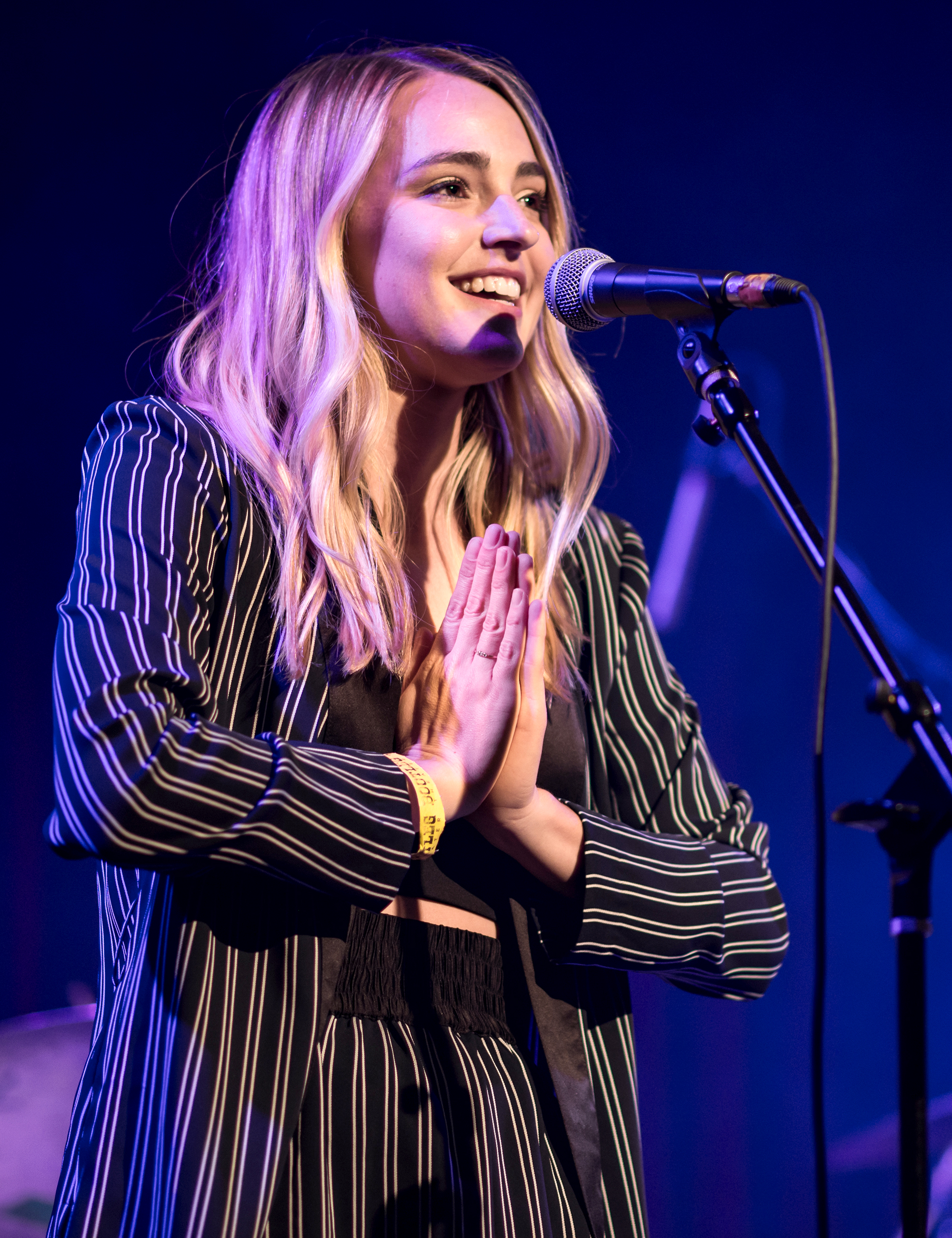
Katelyn Tarver

  - Katelyn Tarver, cantante, actriz y modelo estadounidense.
  - Stevan Jovetić, futbolista montenegrino.
  - Brayan Angulo, futbolista colombiano.
  - Vitolo Machín, futbolista español.
  - Stian Aasmundsen, futbolista noruego.
  - Marcel Titsch-Rivero, futbolista alemán.
  - Tibor Pleiß, baloncestista alemán.
  - Edoardo Zardini, ciclista italiano.
- 1990:
  - Kendall Schmidt, cantante y actor estadounidense, de la banda Big Time Rush.
  - Borja García Freire, futbolista español.
- 1992: Marlon López, futbolista nicaragüense.
- 1993:
  - Michał Michalak, baloncestista polaco.
  - Krzysztof Łukasik, ciclista polaco.
- 1994:
  - Yeltsin Álvarez, futbolista guatemalteco.
  - Steven Rivadeneyra, futbolista peruano.
- 1995:
  - Edoardo Goldaniga, futbolista italiano.
  - Sydney Cole, actriz pornográfica y modelo erótica estadounidense.
  - Brandon Soo Hoo, actor y taekwondista estadounidense.
- 1996:
  - Shaquell Moore, futbolista estadounidense.
  - Víctor Labrador, hacker ético español.
  - Andre de Jong, futbolista neozelandés.
  - Jana Fett, tenista croata.
  - Cami, cantante chilena.
  - Jonathan Cañaveral, ciclista colombiano.
  - Ján Volko, atleta eslovaco.
  - Vera Hoffmann, atleta luxemburgués.
  - René Pinto, beisbolista venezolano.
- 1997:
  - Damir Ceter, futbolista colombiano.
  - Teona Dzhandzhgava, gimnasta de trampolín georgiana.
  - Filip Hronek, jugador de hockey sobre hielo checo.
- 1998:
  - Louis Bennett, futbolista estadounidense.
  - Vasilije Janjičić, futbolista suizo.
  - Riley McGree, futbolista australiano.
  - Elkie, cantante china.
  - Krisean López, futbolista beliceño.
  - Park Eun-Song, yudoca surcoreana.
- 1999:
  - Lilian Brassier, futbolista francés.
  - Park Woo-jin, rapero surcoreano.
  - Josep Calavera, futbolista español.
  - Parker Meadows, beisbolista estadounidense.
- 2000:
  - Alphonso Davies, futbolista canadiense.
  - Julio Martínez Cortés, futbolista español.
  - Georgia-Mae Fenton, gimnasta artística británica.
  - Madelyn Harris, atleta estadounidense.
  - Aurora Zantedeschi, tenista italiana.
- 2001: Deuce Vaughn, jugador de fútbol americano estadounidense.
- 2005: Doge, perro shiba inu que se volvió un meme en 2010 (f. 2024).
- 2006: Manila Esposito, gumnasta artística italiana.

## Fallecimientos
- 943: Emma de Francia, reina francesa, esposa de Raúl I e hija de Roberto I (n. 894).
- 1083: Matilda de Flandes, aristócrata francesa, reina consorte (n. 1031).
- 1148: Malaquías de Armagh, arzobispo católico irlandés (n. 1094).
- 1285: Pedro III, rey aragonés (n. 1239).
- 1327: Jaime II el Justo, rey aragonés (n. 1267).
- 1483: Henry Stafford, aristócrata y político británico (n. 1454).
- 1618: Maximiliano III, aristócrata austriaco (n. 1568).
- 1716: Engelbert Kaempfer, médico y viajero alemán (n. 1651).
- 1757: Louis Coulon de Villiers, militar francés (n. 1710).
- 1781: José Francisco de Isla, escritor y religioso español (n. 1703).
- 1788: Mariana Victoria de Portugal, aristócrata portuguesa (n. 1768).
- 1807: Louis Auguste Le Tonnelier de Breteuil, estadista francés (n. 1730).
- 1887: Jenny Lind, soprano sueca (n. 1820).
- 1895: José Marco y Sanchís, escritor español (n. 1830).
- 1919: Abraham Valdelomar, periodista y escritor peruano (n. 1888).
- 1924: Kai Nielsen, escultor danés (n. 1882).
- 1930: Alfred Wegener, meteorólogo y geólogo alemán (n. 1880).
- 1931: Juan Zorrilla San Martín, poeta uruguayo (n. 1855).
- 1941: Simon Guggenheim, filántropo e industrial estadounidense (n. 1867).
- 1944: Thomas Midgley, ingeniero mecánico estadounidense (n. 1889).
- 1950: George Bernard Shaw, dramaturgo y periodista irlandés, premio nobel de literatura en 1925 (n. 1856).
- 1952: Henry Edwards, actor y director británico (n. 1882).
- 1959: Víctor Guardia Quirós, abogado y escritor costarricense (n. 1873).
- 1959: Federico Tedeschini, arzobispo italiano (n. 1873).
- 1961: Rafael Monasterios, pintor paisajista venezolano (n. 1884).
- 1961: James Thurber, humorista estadounidense (n. 1894).
- 1964: José Ramón Guizado Valdés, político panameño (n. 1899).
- 1963: Ngô Dinh Diêm, político survietnamita, presidente entre 1955 y 1963 (n. 1901).
- 1965: Félix Paiva, presidente del Paraguay entre 1937 y 1939 (n. 1877).
- 1966: Peter Debye, físico-químico estadounidense, premio nobel de química en 1936 (n. 1884).
- 1966: Mississippi John Hurt, guitarrista y cantante de blues estadounidense (n. 1893).
- 1975: Pier Paolo Pasolini, cineasta, novelista y poeta italiano (n. 1922).
- 1979: Jacques Mesrine, contrabandista y asesino francés (n. 1936).
- 1980: César Rengifo, pintor y dramaturgo venezolano comunista (n. 1915).
- 1991: Irwin Allen, productor estadounidense de cine (n. 1916).
- 1992: Hal Roach, productor, cineasta y guionista estadounidense (n. 1892).
- 1994: Richard Pottier, cineasta austrofrancés (n. 1906).
- 1995: Álvaro Gómez Hurtado, político colombiano (n. 1919).
- 1996: Eva Cassidy, cantante estadounidense (n. 1963).
- 1998: Vincent Winter, actor británico (n. 1957).
- 1998: Mareta West, astrogeóloga estadounidense (n. 1915)
- 2000: Robert Cormier, escritor estadounidense (n. 1925).
- 2002: Charles Sheffield, escritor y físico estadounidense (n. 1935).
- 2003: Fernando Vizcaíno Casas, escritor y abogado español (n. 1926).
- 2004: Zayed bin Sultán Al Nahayan, político emiratí, presidente de los Emiratos Árabes Unidos entre 1971 y 2004 (n. 1918).
- 2004: Theo van Gogh, cineasta neerlandés; asesinado (n. 1957).
- 2007: Don Benzi, sacerdote católico italiano (n. 1925).
- 2007: Witold Kiełtyka, baterista polaco, de la banda Decapitated (n. 1984).
- 2007: Ígor Moiséyev, bailarín y coreógrafo ruso (n. 1906).
- 2007: Henry Cele, actor, futbolista y entrenador de fútbol sudafricano (n. 1949)
- 2008: Ricardo Prieto, dramaturgo, poeta y narrador uruguayo (n. 1943).
- 2009: José Luis López Vázquez, actor español (n. 1922).
- 2010: Andy Irons, surfista estadounidense (n. 1978).
- 2010: Rudolf Barshai, compositor y conductor ruso (n. 1924).
- 2011: Lucy Tejada, fue una pintora, dibujante, muralista y artista del grabado colombiana, pionera en lograr tomar el arte como una profesión. (n. 1920).
- 2017: María Martha Serra Lima, cantante y actriz argentina (n. 1944).
- 2019: Marie Laforêt, actriz y cantante francesa (n. 1939).
- 2019: Walter Mercado, astrólogo puertorriqueño (n. 1932).
- 2020: Laura Bove, actriz, dramaturga, docente y directora de teatro argentina (n. 1946).
- 2022: Atilio Stampone, músico, pianista, arreglador, director y compositor argentino (n. 1926).
- 2023: Agustín Herrera, piloto argentino de automovilismo (n. 1989).

## Celebraciones
- Día Internacional para Poner Fin a la Impunidad de los Crímenes contra Periodistas.

 Por países
(Por orden alfabético)
- Argentina: 
  - Día de los Muertos y Caídos por la Patria.[7]

- Bielorrusia: 
  - Dziady.

- Mauricio: 
  - Día de la Llegada a la India.

### Santoral católico
- Todos los fieles difuntos.[8]

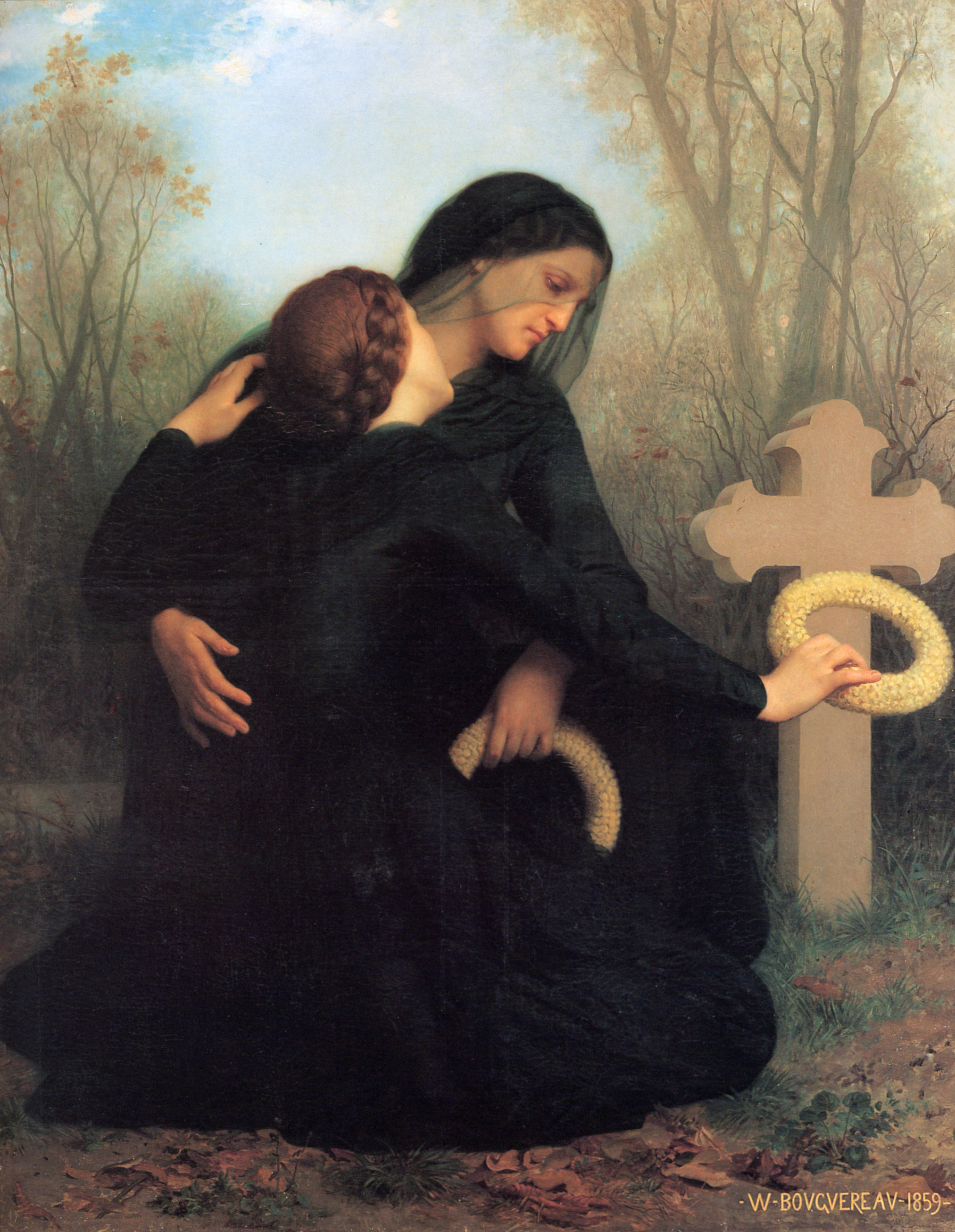
Día de los Fieles Difuntos.

- San Victorino de Pettau (f. 303), obispo.
- San Justo de Trieste (s. IV), mártir.
- Santos Carterio, Estiriaco, Tobías, Eudoxio, Agapio y compañeros de Sebaste (f. 320), mártires.
- Santos Acindino, Pegasio, Aftonio, Epidíforo, Anempodisto y compañeros de Persia (s. IV), mártires.
- San Marciano de Calcedonia (s. IV), eremita.
- San Ambrosio de Agauno (f. 520), abad.
- Santa Winefrida de Holywell (s. VII), virgen.
- San Jorge de Viennes (f. 670), obispo.
- San Malaquías de Armagh (f. 1148), obispo.
- Beata Margarita de Lorena (f. 1521).
- Beato Juan Bodey (f. 1583), mártir.
- Beato Pío de San Luis (f. 1889), religioso.

Compartidas
- Observancias relacionadas con el Día de las personas fallecidas:
  - Día de Muertos ( México).
  - Día de los Difuntos (Latinoamérica) y ( Angola).[9]